# ستریدا جعجع
ستریدا طوق جعجع (زادهٔ ۱۵ مهٔ ۱۹۶۷) سیاست‌مدار اهل لبنان و همسر سمیر جعجع است. او در انتخابات ژوئن ۲۰۰۵ وارد مجلس نمایندگان لبنان شد.

## زندگی‌نامه
ستریدا جعجع از خانواده برجسته ملک لبنان طاوک است، فعالیت سیاسی او در حالی آغاز شد که در دانشگاه آمریکایی لبنان (LAU)، منجر به دیدار با رهبر نیروهای لبنانی «سمیر جعجع» شد و در سال ۱۹۹۱ با او ازدواج کرد. او در سال ۱۹۹۴ کارشناسی علوم سیاسی را به دست آورد.